# Pidonia amabilis
Pidonia amabilis är en skalbaggsart som beskrevs av Mikio Kuboki 1980. Pidonia amabilis ingår i släktet Pidonia och familjen långhorningar.
Artens utbredningsområde är Taiwan. Inga underarter finns listade i Catalogue of Life.